# Park Narodowy Sierra de La Culata
Park Narodowy Sierra de La Culata (hiszp. Parque nacional Sierra de La Culata) – park narodowy w północnej części Wenezueli położony w stanach Mérida i Trujillo. Został utworzony 7 grudnia 1989 roku, zajmuje obszar 2004 km². W 2005 roku został zakwalifikowany przez BirdLife International jako ostoja ptaków IBA. Na południowy wschód od niego znajduje się Park Narodowy Sierra Nevada.

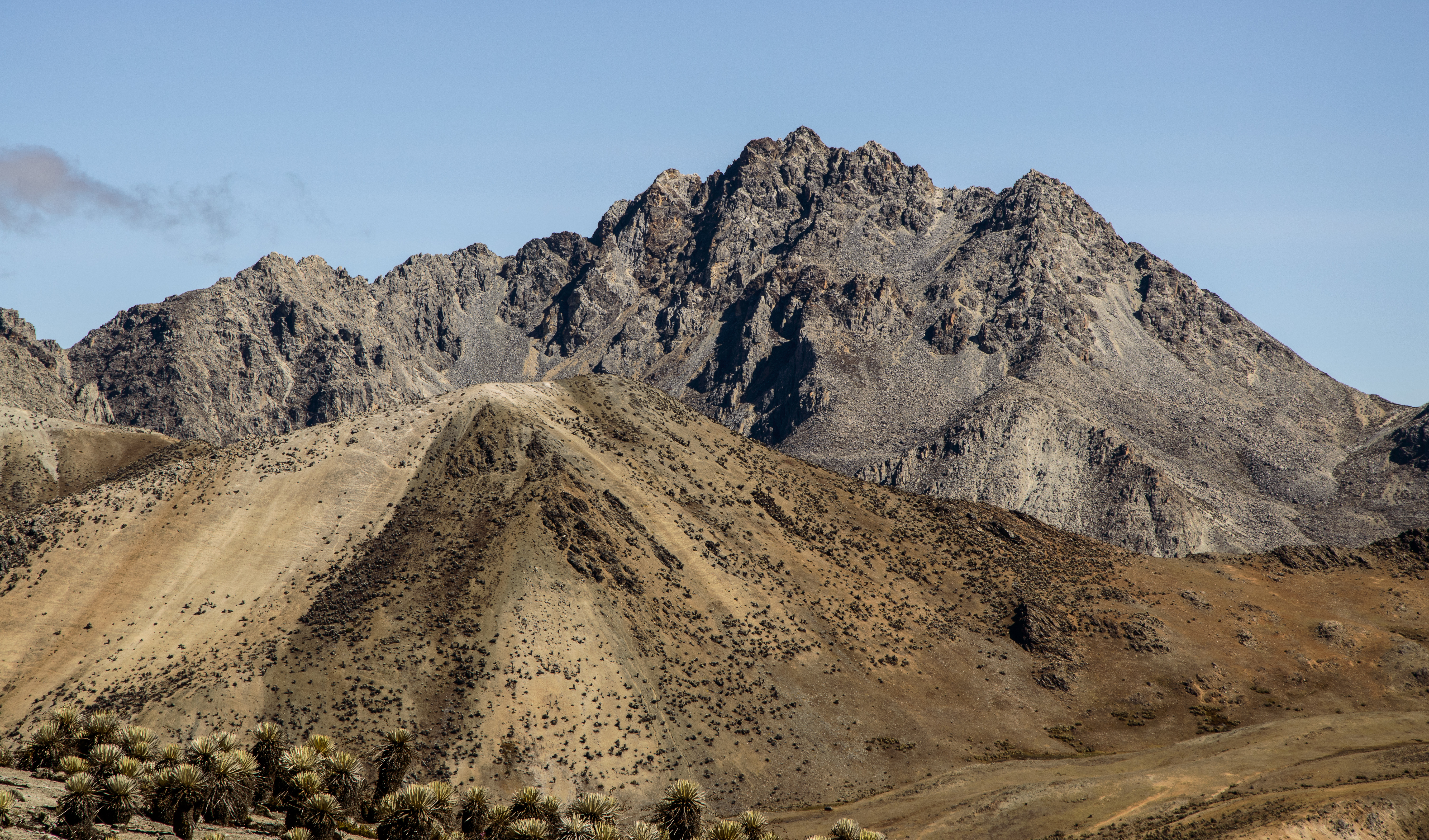
Szczyt Piedras Blancas

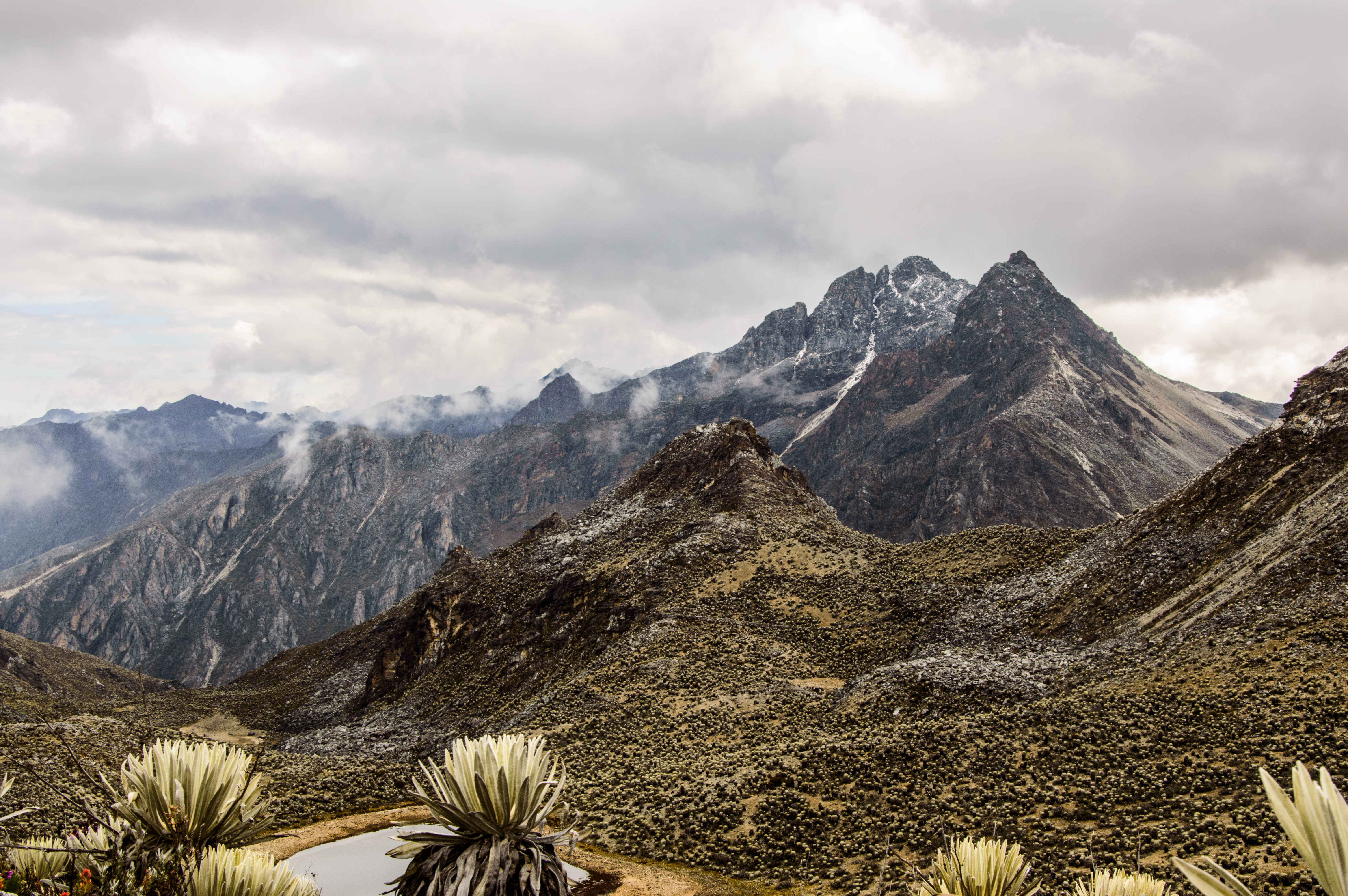
Dolina Mifafí w parku

## Opis
Park obejmuje fragment północnej części Andów (prawie całe pasmo górskie Sierra de La Culata będące częścią Cordillera de Mérida) i położony jest na wysokościach od 400 do 4737 m n.p.m. Najwyższym szczytem jest Piedras Blancas (4737 m n.p.m.). Od położonego na południowy wschód od niego Parku Narodowego Sierra Nevada (pasmo Sierra Nevada de Mérida) oddziela go rzeka Chama. Występuje tu wiele jezior polodowcowych (około 200), rzek i wodospadów, w tym m.in. źródła rzek Chama, Mucujún, Tucaní i Santo Domingo. Najniżej położoną część parku pokrywa tropikalny wilgotny las górski i las mglisty. Wyżej występuje paramo.
Średnia roczna temperatura w parku wynosi w zależności od wysokości od -2 °C do +24 °C.

## Flora
W parku występują przeważnie rośliny z rodzin obrazkowate, wrzosowate i zaczerniowate. Charakterystycznym drzewem jest narażony na wyginięcie (VU) Polylepis sericea. W paramo dominują rodzaje Espeletia i Coespeletia. Powyżej 3000 m n.p.m. rosną takie gatunki endemiczne jak Coespeletia spicats i Coespeletia timotensis.

## Fauna
Żyje tu ponad 60 gatunków ssaków. Są to narażone na wyginięcie (VU) andoniedźwiedź okularowy i mazama rdzawa, a także m.in.: mulak białoogonowy, paka nizinna, puma płowa i jaguar amerykański.
Ptaki występujące w parku to narażone na wyginięcie (VU) kondor wielki i czubacz hełmiasty, a także m.in.: hełmik zielonobrody, hełmik wenezuelski, modrowronka zielona, czakalaka rdzaworzytna, penelopa andyjska, lordzik pomarańczowogardły, puchatek szmaragdowy, puchatek miedzianobrzuchy, elfik złotawy, brzęczek rdzawosterny, amazoneczka ognistogłowa, pleszówka białoczelna, złotogardlik białobrewy i zieleńczyk szarołbisty.
Żyje tu około 40 gatunków płazów.